# Jacob Pullen
Jacob Everse Pullen (10 novembre 1989) è un cestista statunitense naturalizzato georgiano.

## Carriera

### Club
A livello universitario, Pullen trascorse quattro anni presso Kansas State University tra il 2007 e il 2011. Durante questo periodo contribuì al raggiungimento di tre partecipazioni al torneo NCAA, giunte nelle edizioni del 2008, del 2010 (in cui i Wildcats arrivarono fino alle Elite Eight, sfiorando dunque l'accesso alle Final Four nazionali) e del 2011. Nelle sue ultime due stagioni fu il miglior marcatore di squadra, con rispettivamente 19,3 e 20,2 punti di media. Inoltre, nel corso del quadriennio si affermò come il miglior realizzatore di tutti i tempi nella storia dell'ateneo con un totale di 2 132 punti segnati.
Non selezionato al Draft NBA 2011, cominciò la sua carriera professionistica nella Serie A italiana, alla Pallacanestro Biella. Le sue cifre furono di 16,0 punti e 3,3 assist in 32 presenze, mentre il club piemontese si classificò dodicesimo. La stagione 2012-2013 la iniziò in Israele all'Hapoel Gerusalemme con cui disputò anche l'Eurocup, la seconda competizione continentale per importanza. Nel marzo 2013 venne tagliato e lasciò il paese mediorientale per tornare in Italia, questa volta alla Virtus Bologna dove prese il posto del connazionale Ricky Minard. Nel capoluogo emiliano Pullen giocò nove partite e viaggiò a 20,7 punti di media, con anche un massimo di 38 punti nella sconfitta interna contro Sassari (fu il primo giocatore delle vu nere a segnare così tanti punti in una singola partita dai tempi di Predrag Danilović).
Nell'agosto 2013 venne scelto dalla dirigenza del Barcellona
diventando così il settimo playmaker statunitense nella storia del club, anche se venne tesserato da comunitario in virtù del passaporto georgiano ottenuto un anno prima. In Catalogna, per via della contemporanea concorrenza di Marcelinho Huertas e Víctor Sada, su 39 presenze nella Liga ACB 2013-2014 tra regular season e play-off partì titolare solo in due occasioni, con 6,6 punti realizzati in 10,3 minuti di media. Nonostante ciò, l'8 marzo 2014 Pullen riuscì comunque a stabilire il nuovo record della Liga ACB per numero di triple segnate in una singola partita grazie al suo 12/15 dall'arco (con 42 punti all'attivo in meno di 23 minuti di gioco) nella vittoriosa trasferta di Valladolid, partita in cui superò il precedente primato di Oscar Schmidt che nel 1994 ne aveva siglate undici. I blaugrana quell'anno vinsero il campionato spagnolo e arrivarono terzi in Eurolega.
Nel settembre 2014, dopo una brevissima parentesi in Cina agli Liaoning Flying Leopards, a pochi giorni dall'inizio del campionato spagnolo venne chiamato dal Baloncesto Sevilla per sopperire al mancato arrivo di Jerel McNeal. In cinque partite di Liga ACB con gli andalusi segnò 10,2 punti di media e 1,8 assist, mentre in Eurocup i suoi numeri furono pari a 14,0 punti e 3,7 assist in tre presenze. A novembre fu costretto a lasciare il club per comportamento inappropriato nei confronti dei tifosi dopo alcune sue frasi scritte su Twitter in risposta a critiche nei suoi confronti.
A pochi giorni dalla sua partenza da Siviglia, il 14 novembre 2014 Pullen divenne ufficialmente un nuovo giocatore della New Basket Brindisi. Con la formazione pugliese mise a referto 14,3 punti di media e 3,2 assist in regular season, contribuendo al sesto posto in classifica della Serie A 2014-2015 e di conseguenza anche ai play-off.
Nella stagione 2015-2016 fu di scena in Croazia, paese in cui vinse sia il titolo nazionale che la Coppa di Croazia con la canotta del Cedevita Zagabria. Prese inoltre nuovamente parte all'Eurolega, manifestazione in cui realizzò 13,5 punti a partita.
Per il 2016-2017 si trasferì in Russia al Khimki, con cui scese in campo sia in VTB League che in Eurocup.
Il 22 settembre 2017 venne reso noto il suo accordo con i Philadelphia 76ers, franchigia che, prima dell'inizio della stagione NBA, convertì il contratto in un cosiddetto two-way contract. Questa nuova formula, appena introdotta, consentiva ai giocatori di trascorrere del tempo nella lega di sviluppo NBA G League, rimanendo al tempo stesso eleggibili per essere richiamati in NBA dalla loro squadra affiliata. Pullen trascorse buona parte di questo periodo con i Delaware 87ers, ma tra il novembre e il dicembre 2017 riuscì a collezionare tre presenze con i Philadelphia 76ers, le uniche della sua carriera in NBA. Il 4 gennaio 2018, la franchigia comunicò di aver rilasciato il giocatore. Concluse l'annata prima in Iran al Mahram e poi all'Afyon Belediye nella seconda serie turca.
Nell'estate 2018 fece ritorno al Cedevita Zagabria, con cui conquistò nuovamente la Coppa di Croazia, anche se in quest'occasione, a differenza di quanto accaduto tre anni prima, il campionato andò al Cibona. Tra il 2019 e il 2021 vestì i colori del Mornar Bar, club montenegrino. Tra ABA Liga e competizioni europee fece registrare 16,3 punti di media per incontro. Nella stagione 2021-2022 fu invece un giocatore del Cedevita Olimpija di Lubiana, squadra che quell'anno conquistò il campionato sloveno, la coppa nazionale e la Supercoppa, oltre a disputare l'Eurocup che vide Pullen segnare 14,0 punti a gare in venti presenze. Nel 2022-2023 ha fatto parte dell'Al Kuwait, con cui ha partecipato alla FIBA West Asia Super League.
La sua quarta parentesi italiana ebbe inizio nell'agosto 2023 con l'ingaggio da parte del Napoli Basket. Nel corso della stagione si rese protagonista del sorprendente trionfo dei partenopei in Coppa Italia, con i suoi 25 punti nel quarto di finale vinto contro Brescia, i 21 punti della semifinale vinta contro Reggio Emilia e i 15 punti (con tanto di tripla decisiva del sorpasso a 13 secondi dal termine) nella finale vinta sull'Olimpia Milano. Queste prestazioni lo portarono ad essere premiato come top scorer della Final Eight. Pullen chiuse poi la regular season del campionato con 14,7 punti di media in 23,5 minuti a partita.
Il 17 agosto 2024 scese ufficialmente in Serie A2 dopo aver sottoscritto un accordo annuale con la Scaligera Basket Verona. Giocò sedici partite a 17,5 punti di media. A dicembre, dopo la sconfitta di Avellino che spinse il vicepresidente del club a rivolgere dure critiche pubbliche a Pullen per il suo atteggiamento, venne perfezionato una sorta di scambio con il Napoli Basket, con Pullen che rescisse tornando nella città partenopea mentre Zach Copeland prese il suo posto a Verona, facendo il percorso inverso.

### Nazionale
Nell'estate 2012, mentre stava svolgendo la NBA Summer League a Las Vegas con i Phoenix Suns, Pullen ricevette una proposta di naturalizzazione da Igor Kokoškov, assistente allenatore dei Suns nonché allo stesso tempo anche CT della nazionale georgiana. Durante quella stessa estate, il giocatore americano ottenne così la nuova cittadinanza, la quale aumentò le sue opzioni di carriera in tutta Europa e gli permise di giocare per la nazionale georgiana a EuroBasket 2015. Cominciò a giocare per il paese causasico nell'agosto 2012 in occasione delle qualificazioni agli Europei dell'anno successivo.

## Statistiche

### College
| Anno      | Squadra      | PG  | PT  | MP   | TC%  | 3P%  | TL%  | RP  | AP  | PRP | SP  | PP   |
| --------- | ------------ | --- | --- | ---- | ---- | ---- | ---- | --- | --- | --- | --- | ---- |
| 2007-2008 | KSU Wildcats | 33  | 14  | 23,4 | 40,1 | 30,3 | 68,5 | 1,4 | 3,2 | 1,2 | 0,0 | 9,7  |
| 2008-2009 | KSU Wildcats | 34  | 34  | 30,2 | 38,0 | 33,5 | 72,8 | 2,7 | 3,2 | 1,6 | 0,1 | 13,9 |
| 2009-2010 | KSU Wildcats | 37  | 37  | 31,6 | 41,9 | 39,6 | 82,2 | 2,6 | 3,4 | 1,8 | 0,1 | 19,3 |
| 2010-2011 | KSU Wildcats | 31  | 30  | 32,6 | 42,6 | 38,1 | 77,3 | 2,9 | 3,7 | 1,6 | 0,1 | 20,2 |
| Carriera  | Carriera     | 135 | 115 | 29,5 | 40,8 | 36,1 | 77,0 | 2,4 | 3,4 | 1,6 | 0,1 | 15,8 |

### NBA

#### Regular Season
| Anno      | Squadra            | PG | PT | MP  | TC%  | 3P% | TL% | RP  | AP  | PRP | SP  | PP  |
| --------- | ------------------ | -- | -- | --- | ---- | --- | --- | --- | --- | --- | --- | --- |
| 2017-2018 | Philadelphia 76ers | 3  | 0  | 2,0 | 50,0 | 0,0 | -   | 0,0 | 0,0 | 0,0 | 0,0 | 0,7 |
| Carriera  | Carriera           | 3  | 0  | 2,0 | 50,0 | 0,0 | -   | 0,0 | 0,0 | 0,0 | 0,0 | 0,7 |

### G League

#### Regular Season
| Anno      | Squadra        | PG | PT | MP   | TC%  | 3P%  | TL%  | RP  | AP  | PRP | SP  | PP   |
| --------- | -------------- | -- | -- | ---- | ---- | ---- | ---- | --- | --- | --- | --- | ---- |
| 2017-2018 | Delaware 87ers | 14 | 11 | 28,4 | 40,1 | 30,9 | 84,6 | 1,9 | 4,5 | 0,9 | 0,1 | 15,7 |
| Carriera  | Carriera       | 14 | 11 | 28,4 | 40,1 | 30,9 | 84,6 | 1,9 | 4,5 | 0,9 | 0,1 | 15,7 |

### LBA

#### Regular Season
| Anno      | Squadra        | PG | PT | MP   | TC%  | 3P%  | TL%  | RP  | AP  | PRP | SP  | PP   |
| --------- | -------------- | -- | -- | ---- | ---- | ---- | ---- | --- | --- | --- | --- | ---- |
| 2011-2012 | Pall. Biella   | 32 | 32 | 34,3 | 41,9 | 34,2 | 74,8 | 1,8 | 3,3 | 1,7 | 0,0 | 16,0 |
| 2012-2013 | Virtus Bologna | 9  | 9  | 27,9 | 50,4 | 46,8 | 78,6 | 1,7 | 2,0 | 1,6 | 0,1 | 20,7 |
| 2014-2015 | N.B. Brindisi  | 24 | 24 | 28,8 | 44,0 | 37,4 | 72,9 | 2,3 | 3,2 | 0,8 | 0,0 | 14,3 |
| 2023-2024 | Napoli Basket  | 30 | 30 | 23,5 | 36,4 | 32,9 | 79,7 | 0,8 | 2,5 | 0,9 | 0,0 | 14,7 |
| Carriera  | Carriera       | 95 | 95 | 28,9 | 41,5 | 35,5 | 76,4 | 1,6 | 2,9 | 1,2 | 0,0 | 15,6 |

#### Playoffs
| Anno     | Squadra       | PG | PT | MP   | TC%  | 3P%  | TL%  | RP  | AP  | PRP | SP  | PP   |
| -------- | ------------- | -- | -- | ---- | ---- | ---- | ---- | --- | --- | --- | --- | ---- |
| 2015     | N.B. Brindisi | 5  | 5  | 32,6 | 35,1 | 31,3 | 83,3 | 3,0 | 3,0 | 1,2 | 0,2 | 13,0 |
| Carriera | Carriera      | 5  | 5  | 32,6 | 35,1 | 31,3 | 83,3 | 3,0 | 3,0 | 1,2 | 0,2 | 13,0 |

### Eurolega
| Anno      | Squadra         | PG | PT | MP   | TC%  | 3P%  | TL%  | RP  | AP  | PRP | SP  | PP   |
| --------- | --------------- | -- | -- | ---- | ---- | ---- | ---- | --- | --- | --- | --- | ---- |
| 2013-2014 | Barcellona      | 16 | 0  | 10,3 | 39,5 | 34,1 | 100  | 0,4 | 1,7 | 0,3 | 0,1 | 4,9  |
| 2015-2016 | Cedevita Junior | 24 | 4  | 24,3 | 41,2 | 32,8 | 80,0 | 1,6 | 2,8 | 0,9 | 0,0 | 13,5 |
| Carriera  | Carriera        | 40 | 4  | 18,7 | 40,8 | 33,1 | 80,7 | 1,2 | 2,4 | 0,7 | 0,0 | 10,1 |

### Eurocup
| Anno      | Squadra           | PG | PT | MP   | TC%  | 3P%  | TL%  | RP  | AP  | PRP | SP  | PP   |
| --------- | ----------------- | -- | -- | ---- | ---- | ---- | ---- | --- | --- | --- | --- | ---- |
| 2012-2013 | H. Gerusalemme    | 6  | 6  | 28,0 | 35,1 | 19,2 | 77,8 | 2,0 | 2,8 | 1,8 | 0,2 | 13,0 |
| 2014-2015 | Real Betis        | 3  | 3  | 26,3 | 36,6 | 26,3 | 87,5 | 1,3 | 3,7 | 1,0 | 0,0 | 14,0 |
| 2016-2017 | Chimki            | 17 | 0  | 17,9 | 40,3 | 32,9 | 73,3 | 1,2 | 2,5 | 1,1 | 0,0 | 10,3 |
| 2018-2019 | Cedevita Junior   | 11 | 0  | 22,9 | 41,7 | 37,3 | 77,8 | 1,1 | 3,1 | 0,6 | 0,2 | 15,3 |
| 2020-2021 | Mornar Bar        | 12 | 10 | 29,3 | 46,0 | 42,5 | 76,3 | 2,0 | 2,9 | 0,8 | 0,1 | 17,7 |
| 2021-2022 | Cedevita Olimpija | 20 | 2  | 23,4 | 39,9 | 33,6 | 76,1 | 1,2 | 3,6 | 0,7 | 0,0 | 14,0 |
| Carriera  | Carriera          | 69 | 21 | 23,5 | 40,8 | 34,5 | 76,4 | 1,4 | 3,1 | 0,9 | 0,1 | 13,8 |

## Palmarès

### Squadra
- Campionato spagnolo: 1

Barcellona: 2013-14
- Campionato croato: 1

Cedevita Zagabria: 2015-16
- Campionato sloveno: 1

Cedevita Olimpija: 2021-22
- Liga catalana: 1

Barcellona: 2013
- Coppa di Croazia: 2

Cedevita Zagabria: 2016, 2019
- Coppa di Slovenia: 1

Cedevita Olimpija: 2022
- Supercoppa slovena: 1

Cedevita Olimpija: 2021
- Coppa Italia: 1

Napoli: 2024

### Individuale
- NCAA AP All-America Third Team: 1

2011
- Quintetto ideale della ABA Liga: 2

Cedevita Zagabria: 2015-2016, 2018-19